# Europa Universalis: Rome
Europa Universalis: Rome (tạm dịch: Thế giới châu Âu - La Mã) thường được gọi đơn giản là Rome, là trò chơi máy tính thuộc thể loại đại chiến lược do Johan Andersson của hãng Paradox Development Studio phát triển. Trò chơi lấy bối cảnh thời kỳ Cộng hòa La Mã bắt đầu vào năm 280 trước Công nguyên, trước chiến tranh Punic và kết thúc với sự trỗi dậy của Đế quốc La Mã vào năm 27 trước Công nguyên. Người chơi có thể lựa chọn lãnh đạo một trong 53 phe phái, đại diện cho 10 nền văn hóa nổi bật như Carthage, Celtic, Ai Cập, Hy Lạp hoặc La Mã. Game được phát hành vào ngày 15 tháng 4 năm 2008 ở Bắc Mỹ và ngày 18 tháng 4 năm 2008 ở châu Âu, tiếp theo là bản Mac OS X do hãng Virtual Programming chuyển thể vào ngày 4 tháng 7 năm 2008.
Ngày 27 tháng 8 năm 2008, Paradox Interactive công bố bản "Europa Universalis: Rome – Vae Victis". Ngày 23 tháng 7 năm 2010, Virtual Programming cho phát hành Europa Universalis: Rome Gold Edition phiên bản Mac OS X, bao gồm cả bản mở rộng Vae Victis.